# 安德魯什基 (波爾塔瓦區)
49°35′41″N 34°38′22″E / 49.59472°N 34.63944°E
安德魯什基（烏克蘭語：Андрушки），是烏克蘭的村落，位於該國中部波爾塔瓦州，由波爾塔瓦區負責管轄，處於科洛馬克河左岸，距離索斯尼夫卡1公里，海拔高度86米，2001年人口63。